# مونتانا (نیوجرسی)
مونتانا (به انگلیسی: Montana) یک منطقهٔ مسکونی در ایالات متحده آمریکا است که در هارمونی (نیوجرسی) واقع شده‌است. مونتانا ۳۳۹٫۸۶ متر بالاتر از سطح دریا واقع شده‌است.